# Atkinson-Kliffs (Heard)
Die Atkinson-Kliffs sind bis zu 250 m hohe und exponierte Felsenkliffs im Norden der Insel Heard im südlichen Indischen Ozean. Sie ragen zwischen dem Challenger- und dem Nares-Gletscher auf.
Namensgeber der Kliffs ist John L. Atkinson, Wetterbeobachter einer 1952 durchgeführten Kampagne der Australian National Antarctic Research Expeditions, der im Mai 1952 in der Corinthian Bay über Bord ging und sich selbst nach einer Nacht unter Eiskliffs und einem anschließenden eintägigen Fußmarsch über den Baudissin-Gletscher in die Station der Expedition am Ufer der Atlas Cove retten konnte.